# Лицо на мишени
«Лицо на мишени» (лит. Veidas taikinyje) — советский художественный телевизионный фильм 1979 года, снятый на Литовской киностудии режиссёром Альмантасом Грикявичюсом. Фильм — единственная в СССР экранизация произведений Гилберта Кита Честертона.

## Сюжет
Фильм снят по мотивам новелл Гилберта Кита Честертона о детективе Хорне Фишере «Человек, который знал слишком много» («Лицо на мишени» и «Причуда рыболова») и о священнике-детективе отце Брауне «Неведение отца Брауна» («Странные шаги», «Летучие звезды» и «Сапфировый крест»).
Действие фильма происходит в начале XX века в Англии. Перед встречей клуба рыболовов в замке промышленного магната Исаака Гука был убит его телохранитель. К расследованию подключается священник отец Браун.

## В ролях
- Повилас Гайдис — отец Браун, священник (озвучание — Владимир Ферапонтов)
- Регимантас Адомайтис — Хорн Фишер, дипломат (озвучание — Рудольф Панков)
- Юозас Киселюс — Гарольд Марч, журналист, жених Руби Адамс (озвучание — Сергей Мартынов)
- Витаутас Паукште — Исаак Гук, промышленный магнат, президент клуба рыболовов
- Антанас Габренас — Говард Хорн, министр финансов Англии (озвучание — Эдуард Изотов)
- Арнас Росенас — Харкер, генеральный прокурор Англии (озвучание — Виктор Рождественский)
- Лаймонас Норейка — Меривейл, премьер-министр Англии (озвучание — Феликс Яворский)
- Юрис Стренга — Дженкинс, художник (озвучание — Олег Голубицкий)
- Стяпонас Космаускас — Уэстморленд, герцог
- Эдгарас Савицкис — Буллен, племянник Исаака Гука, секретарь премьер-министра Меривейла
- Валдас Ятаутис — Барнет
- Гедиминас Гирдвайнис — Левер, управдом Гука (озвучание — Герман Качин)
- Витаутас Томкус — Фламбо (озвучание — Эдуард Изотов)
- Нийоле Ожелите — Руби Адамс, невеста Гарольда Марча
- Роландас Буткявичюс — Нат, редактор газеты
- Витаутас Канцлерис — Адамс, отец Руби
- Альфредас Каряцкас — хозяин бара
- Альгирдас Сабалис — Хуго, телохранитель и слуга Исаака Гука
- Альгирдас Шемешкявичюс — полицейский
- Бронюс Талачка — Дрейдж, бывший телохранитель и слуга Исаака Гука

## Съёмки
Фильм снимался в Вильнюсе, в частности, во Дворце Союза писателей Литвы и во Дворце Вилейшисов.